# Großer Preis von Bahrain 2014
Der Große Preis von Bahrain 2014 (offiziell 2014 Formula 1 Gulf Air Bahrain Grand Prix) fand am 6. April auf dem Bahrain International Circuit in as-Sachir statt und war das dritte Rennen der Formel-1-Weltmeisterschaft 2014.

## Bericht

### Hintergrund
Nach dem Großen Preis von Malaysia führte Nico Rosberg in der Fahrerwertung mit 18 Punkten vor Lewis Hamilton und mit 19 Punkten vor Fernando Alonso. In der Konstrukteurswertung führte Mercedes mit 25 Punkten vor McLaren-Mercedes und mit 38 Punkten vor Ferrari.
Beim Großen Preis von Bahrain stellte Pirelli den Fahrern die Reifenmischungen P Zero Medium (weiß) und P Zero Soft (gelb) sowie für Nässe Cinturato Intermediates (grün) und Cinturato Full-Wets (blau) zur Verfügung.
Der Große Preis von Bahrain wurde zum zehnten Mal ausgetragen, anlässlich dieses Jubiläums wurde das Rennen erst um 18.00 Uhr Ortszeit gestartet. Damit fand das Rennen erstmals unter Flutlicht statt.
Die DRS-Zonen blieben im Vergleich zum Vorjahr unverändert, der Messpunkt für die erste Zone befand sich zehn Meter vor Kurve 9, die Zone selbst begann am Ende der Gegengeraden, genau 50 Meter nach Kurve 10. Der Messpunkt für die zweite DRS-Zone befand sich 108 Meter vor Kurve 14, aktiviert werden durfte das DRS dann auf der Start-Ziel-Geraden, 270 Meter nach Kurve 15.
Der Große Preis von Bahrain 2014 war das 900. Rennen in der Geschichte der Formel-1-Weltmeisterschaft. Jenson Button startete zum 250. Mal in seiner Karriere zu einem Formel-1-Grand-Prix.
Jules Bianchi, Valtteri Bottas und Kevin Magnussen (jeweils zwei) gingen mit Strafpunkten ins Rennwochenende.
Mit Alonso (dreimal), Felipe Massa, Sebastian Vettel (jeweils zweimal) und Button (einmal) traten vier ehemalige Sieger zu diesem Grand Prix an.
Als Rennkommissare fungierten Mazen Al Hilli (BRN), Lars Österlind (SWE), Vincenzo Spano (VEN) und Derek Warwick (GBR).
Im Anschluss an das Grand-Prix-Wochenende fanden offizielle Formel-1-Testfahrten auf der Strecke statt.

### Training
Hamilton erzielte die Bestzeit im ersten Training vor seinem Teamkollegen Rosberg und Alonso. In diesem freien Training kamen drei Testfahrer zum Einsatz, sodass erstmals in dieser Saison Fahrzeuge ihre Startnummern wechselten, da jeder Testfahrer seine permanente Startnummer und nicht die des Einsatzpiloten verwendete. Robin Frijns übernahm den Caterham von Kamui Kobayashi, Felipe Nasr den Williams von Bottas und Giedo van der Garde den Sauber von Esteban Gutiérrez. Im zweiten freien Training blieben die ersten drei Positionen unverändert, wobei die Bestzeit mehr als drei Sekunden schneller war. Adrian Sutil und Max Chilton stellten ihre Fahrzeuge mit technischen Defekten vorzeitig ab. Auch im dritten freien Training behielt Hamilton die Führung vor Rosberg. Sergio Pérez wurde Dritter. Vettel blieb nach einem Dreher im Kiesbett stehen und beendete das Training vorzeitig.
Kimi Räikkönen beschädigte sich sein Chassis bei einem Sprung über die Kerbs in Kurve 4. Die Beschädigung hatte auf das Rennwochenende keinen Einfluss. Da der Schaden sich jedoch ausdehnte, brach Ferrari die Testfahrten nach dem Grand-Prix-Wochenende mit diesem Chassis vorzeitig ab, um das Monocoque weiter verwenden zu können.

### Qualifying
Das Qualifying bestand aus drei Teilen mit einer Nettolaufzeit von 45 Minuten. Im ersten Qualifying-Segment (Q1) hatten die Fahrer 18 Minuten Zeit, um sich für das Rennen zu qualifizieren. Alle Fahrer, die im ersten Abschnitts eine Zeit erzielten, die maximal 107 Prozent der schnellsten Rundenzeit betrug, qualifizierten sich für den Grand Prix. Die besten 16 Fahrer erreichten den nächsten Teil. Nico Hülkenberg war der Schnellste. Die beiden Mercedes-Piloten fuhren ihre Rundenzeit auf der härteren der beiden Mischungen, alle anderen Fahrer erzielten ihre Bestzeit mit der weicheren Mischung. Die Marussia- und Caterham-Piloten sowie Sutil und Pastor Maldonado, der lediglich neun Tausendstelsekunden langsamer war als Teamkollege Romain Grosjean, schieden aus. Alle Fahrer qualifizierten sich für den Grand Prix. Da Sutil am Ende seiner Aufwärmrunde einen Überholversuch von Grosjean abgeblockt hatte, der sich zu diesem Zeitpunkt ebenfalls auf seiner Aufwärmrunde befand, wurde er mit zwei Strafpunkten und einer Rückversetzung in der Startaufstellung um fünf Positionen bestraft.
Der zweite Abschnitt (Q2) dauerte 15 Minuten. Die schnellsten zehn Piloten qualifizierten sich für den dritten Teil des Qualifyings. Rosberg übernahm die Führung. Die Toro Rosso-Piloten sowie Grosjean, Gutiérrez, Hülkenberg und Vettel schieden aus.
Der finale Abschnitt (Q3) ging über eine Zeit von zwölf Minuten, in denen die ersten zehn Startpositionen vergeben wurden. Rosberg blieb vorne und erzielte die Pole-Position vor seinem Teamkollegen Hamilton und Daniel Ricciardo, der wegen einer unsicheren Freigabe beim Boxenstopp im letzten Rennen um zehn Positionen nach hinten versetzt wurde.

### Rennen

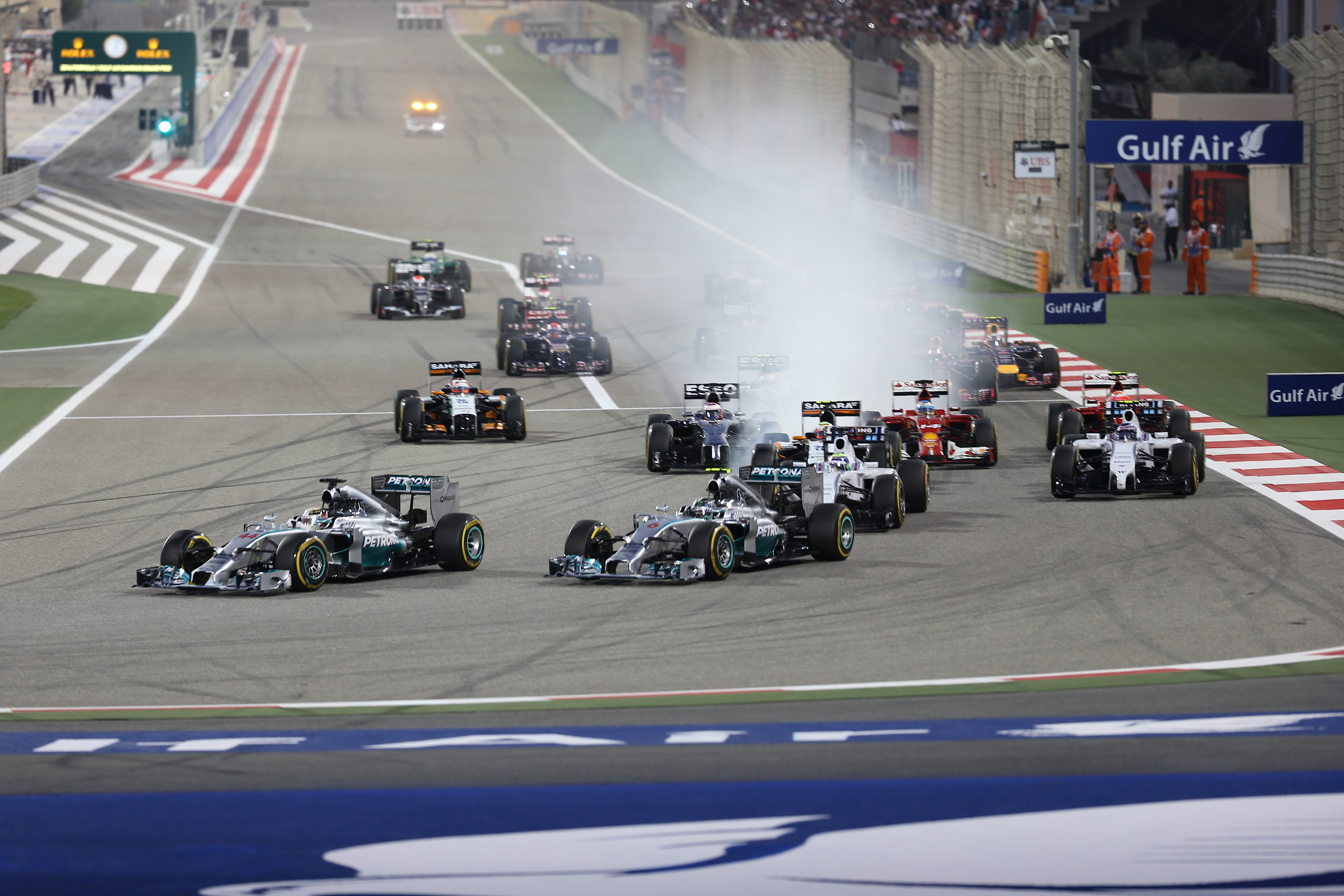
Bei der Einfahrt in die erste Kurve liegt Hamilton bereits vor Rosberg

Hamilton übernahm beim Start die Führung von Rosberg. Beide Williams starteten gut und übernahmen angeführt von Massa die Positionen drei und vier. Wie im vorherigen Rennen gab es eine Berührung zwischen Magnussen und Räikkönen, dieses Mal allerdings ohne Beschädigung bei einem der Fahrzeuge. Vergne erlitt in der ersten Runde einen Reifenschaden, Bottas verlor den vierten Platz an Pérez. An der Spitze lagen sieben Fahrer mit Mercedes-Motor. Magnussen war der einzige Fahrer mit Mercedes-Motor, der außerhalb der Top 10 lag.
Während die ersten Fahrer ihren ersten Boxenstopp einlegten, gab es im hinteren Teil des Feldes eine Kollision zwischen Sutil und Bianchi, wobei Sutil ausschied. Die Rennkommissare sahen die Schuld bei Bianchi und belegten ihn mit einer 5-Sekunden-Zeitstrafe sowie zwei Strafpunkten. Eine Runde nach diesem Zwischenfall kam es zum zweiten Ausfall, da Vergne aufgab. Indes war Pérez auch an Massa vorbeigefahren und lag auf dem dritten Platz.

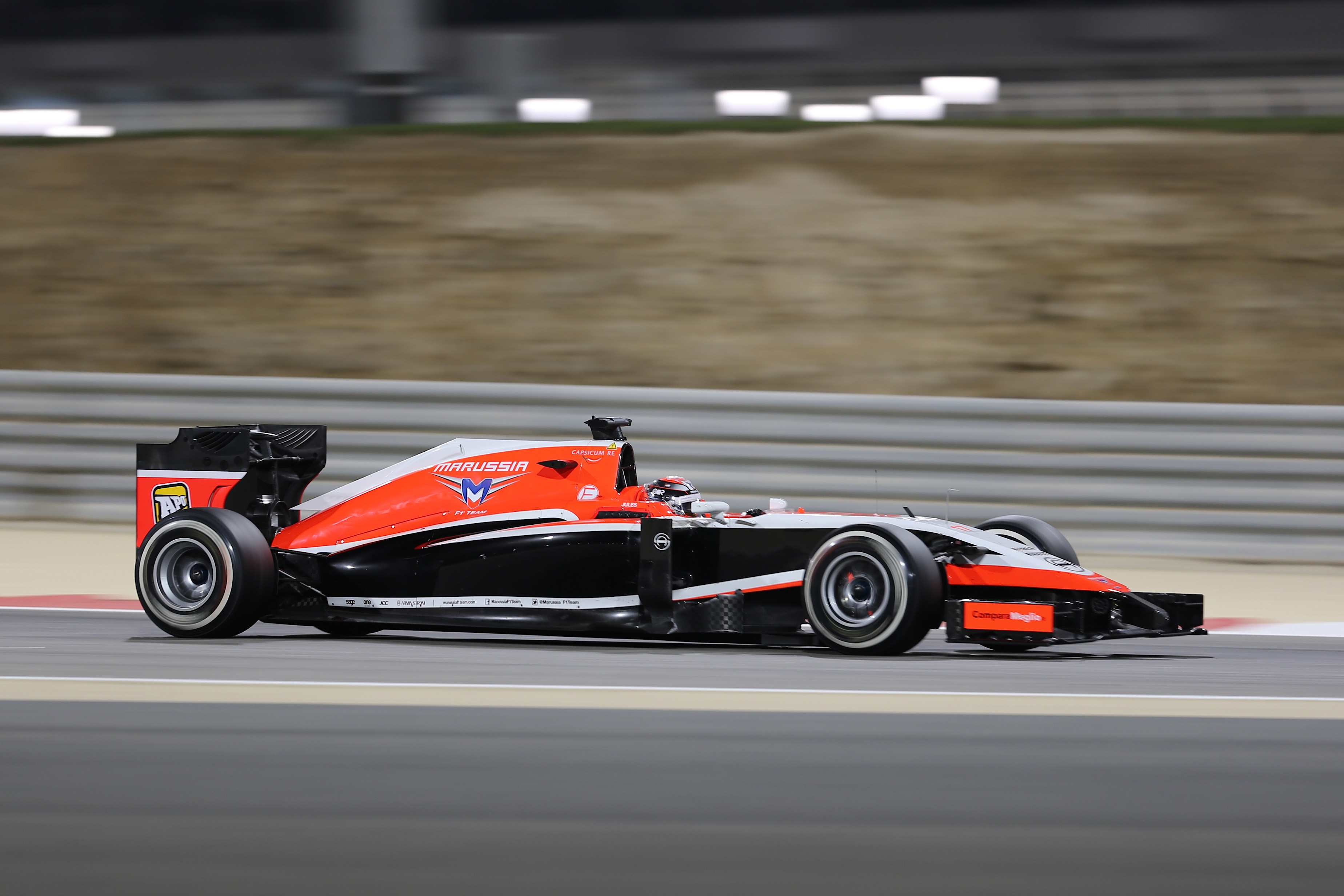
Jules Bianchi im Marussia MR03

Bei den Boxenstopps profitierten die Fahrer, die früh gestoppt hatten, sodass Räikkönen nach den Stopps vor Hülkenberg lag. Hülkenberg überholte ihn jedoch schon nach kurzer Zeit schon wieder. An der Spitze griff Rosberg Hamilton an, beide Fahrer waren zu diesem Zeitpunkt noch nicht an der Box gewesen. Hamilton absolvierte dann als Erster der beiden seinen ersten Boxenstopp und verlor die Führung für zwei Runden an Rosberg. Rosberg entschied sich beim Reifenwechsel für die härteren Reifen, während Hamilton erneut auf der weicheren Mischung fuhr.
Hinter den Mercedes-Piloten gab es einige Duelle. Nachdem Bottas zum zweiten Stopp an die Box gefahren war, kämpften Massa und Hülkenberg um die dritte Position. Pérez profitierte von diesem Zweikampf und überholte seinen Teamkollegen. Zwei Runden später gingen Pérez und Hülkenberg an Massa vorbei, Massa kam daraufhin ebenfalls zu seinem zweiten Stopp an die Box. Beide Ferrari-Piloten, genau wie die Williams-Fahrer auf einer Drei-Stopp-Strategie unterwegs, waren in Positionskämpfe verwickelt und wurden von mehreren Fahrern überholt. An der Spitze setzte sich Hamilton mit den weicheren Reifen bis zu acht Sekunden von Rosberg ab. Während der Phase der zweiten Boxenstopps gab Marcus Ericsson mit einem Defekt auf.
In der 41. Runde kam es zu einer Kollision zwischen Maldonado und Gutiérrez. Maldonado kam aus der Box und traf mit seinem linken Vorderrad das rechte Hinterrad von Gutiérrez Sauber so, dass dieser sich überschlug und in der Auslaufzone von Kurve 1 wieder auf den Rädern zum Stehen kam. Das Rennen war für Gutiérrez, der bei dem Unfall unverletzt geblieben war, vorbei. Zur Bergung des Fahrzeugs gab es eine Safety-Car-Phase. Maldonado fuhr weiter und wurde mit einer 10-Sekunden-Stopp-And-Go-Strafe, drei Strafpunkten und einer Startplatzstrafe für das nächste Rennen belegt. Während der Safety-Car-Phase gab Magnussen mit einem technischen Problem auf.
Durch die Safety-Car-Phase rückte das Feld wieder zusammen und die überrundeten Piloten durften sich zurückrunden. Diverse Fahrer absolvierten ihren letzten Boxenstopp. Hamilton fuhr nun auf der härteren, Rosberg auf der weicheren Mischung. Rosbergs Reifen waren noch unbenutzt. Beide Mercedes-Fahrer wurden von der Teamleitung angewiesen, nicht mit ihrem Teamkollegen zu kollidieren. Von einer Stallregie sah Mercedes ab.
Hamilton setzte sich beim Restart zunächst von Rosberg ab, während Vettel, dessen Drag Reduction System (DRS) nicht durchgängig funktionierte, von Ricciardo überholt wurde. Button wurde langsamer, musste mehrere Fahrzeuge passieren lassen und gab kurz vor Rennende schließlich auf. Rosberg gelang es, Hamilton wieder einzuholen und attackierte ihn mehrfach. Allerdings schaffte es Hamilton stets, die Führung zu behaupten. Ricciardo fuhr in der Zwischenzeit auch an Hülkenberg vorbei und lag auf dem vierten Platz hinter Pérez, auf den er kontinuierlich aufholte.
Mercedes gelang erneut ein Doppelsieg mit Hamilton vor Rosberg. Für Hamilton war es der 24. Sieg in der Formel-1-Weltmeisterschaft. Er zog in der ewigen Bestenliste mit Juan Manuel Fangio gleich. Pérez wurde Dritter und stand erstmals für Force India auf dem Podest. Ricciardo erzielte als Vierter seine bis dahin beste Formel-1-Platzierung. Die Top 10 komplettierten Hülkenberg, Vettel, Massa, Bottas, Alonso und Räikkönen.
Rosberg behielt die Führung in der Fahrerweltmeisterschaft vor Hamilton, der den Rückstand reduzierte. Hülkenberg übernahm die dritte Position. In der Konstrukteursweltmeisterschaft baute Mercedes den Vorsprung weiter aus. Force India übernahm den zweiten Platz von McLaren, die nun Dritter waren.

#### Kommentare der ersten drei Fahrer
„Es ist lange her, dass ich ein Rennen wie dieses hatte. Mein Wochenende hatte gut begonnen aber im Qualifying und im Rennen hatte ich keine überragende Pace. Ich wusste, dass ich einen guten Start brauche und als Führender in die erste Kurve fahren muss. Von da an war es einfach nur ein unglaublicher Kampf. Es war ein sehr faires Duell, aber es war wirklich schwierig, ihn hinten zu halten. Er war sauschnell auf den weichen Reifen.“

„Da war eine Situation, als er ein bisschen über das Limit ging. Aber alles in allem war es hartes Racing mit dem nötigen Respekt. Das war voller Kampf und sehr intensiv. Im Auto war eine Menge Action, das kann ich sagen. Ich habe teilweise im Helm gebrüllt, so energiegeladen war ich. Ich wollte das Ding gewinnen, aber leider hat es nicht geklappt.“

„Es ist einige Zeit seit meinem letzten Podestplatz vergangen. Das ist heute etwas Besonderes, da es erst mein drittes Rennen für dieses Team ist. Es war eine enge Strategie und sah lange gar nicht so gut aus, denn die Dreistopper haben Druck gemacht.“

## Meldeliste
| Team                          | Nr. | Fahrer              | Chassis           | Motor                 | Reifen |
| ----------------------------- | --- | ------------------- | ----------------- | --------------------- | ------ |
| Infiniti Red Bull Racing      | 01  | Sebastian Vettel    | Red Bull RB10     | Renault 1.6 V6T       | P      |
| Infiniti Red Bull Racing      | 03  | Daniel Ricciardo    | Red Bull RB10     | Renault 1.6 V6T       | P      |
| Marussia F1 Team              | 04  | Max Chilton         | Marussia MR03     | Ferrari 1.6 V6T       | P      |
| Marussia F1 Team              | 17  | Jules Bianchi       | Marussia MR03     | Ferrari 1.6 V6T       | P      |
| Mercedes AMG Petronas F1 Team | 06  | Nico Rosberg        | Mercedes F1 W05   | Mercedes-Benz 1.6 V6T | P      |
| Mercedes AMG Petronas F1 Team | 44  | Lewis Hamilton      | Mercedes F1 W05   | Mercedes-Benz 1.6 V6T | P      |
| Scuderia Ferrari              | 07  | Kimi Räikkönen      | Ferrari F14 T     | Ferrari 1.6 V6T       | P      |
| Scuderia Ferrari              | 14  | Fernando Alonso     | Ferrari F14 T     | Ferrari 1.6 V6T       | P      |
| Lotus F1 Team                 | 08  | Romain Grosjean     | Lotus E22         | Renault 1.6 V6T       | P      |
| Lotus F1 Team                 | 13  | Pastor Maldonado    | Lotus E22         | Renault 1.6 V6T       | P      |
| Caterham F1 Team              | 09  | Marcus Ericsson     | Caterham CT05     | Renault 1.6 V6T       | P      |
| Caterham F1 Team              | 10  | Kamui Kobayashi     | Caterham CT05     | Renault 1.6 V6T       | P      |
| Caterham F1 Team              | 46  | Robin Frijns        | Caterham CT05     | Renault 1.6 V6T       | P      |
| Sahara Force India F1 Team    | 11  | Sergio Pérez        | Force India VJM07 | Mercedes-Benz 1.6 V6T | P      |
| Sahara Force India F1 Team    | 27  | Nico Hülkenberg     | Force India VJM07 | Mercedes-Benz 1.6 V6T | P      |
| Williams Martini Racing       | 19  | Felipe Massa        | Williams FW36     | Mercedes-Benz 1.6 V6T | P      |
| Williams Martini Racing       | 40  | Felipe Nasr         | Williams FW36     | Mercedes-Benz 1.6 V6T | P      |
| Williams Martini Racing       | 77  | Valtteri Bottas     | Williams FW36     | Mercedes-Benz 1.6 V6T | P      |
| McLaren Mercedes              | 20  | Kevin Magnussen     | McLaren MP4-29    | Mercedes-Benz 1.6 V6T | P      |
| McLaren Mercedes              | 22  | Jenson Button       | McLaren MP4-29    | Mercedes-Benz 1.6 V6T | P      |
| Sauber F1 Team                | 21  | Esteban Gutiérrez   | Sauber C33        | Ferrari 1.6 V6T       | P      |
| Sauber F1 Team                | 36  | Giedo van der Garde | Sauber C33        | Ferrari 1.6 V6T       | P      |
| Sauber F1 Team                | 99  | Adrian Sutil        | Sauber C33        | Ferrari 1.6 V6T       | P      |
| Scuderia Toro Rosso           | 25  | Jean-Éric Vergne    | Toro Rosso STR9   | Renault 1.6 V6T       | P      |
| Scuderia Toro Rosso           | 26  | Daniil Kwjat        | Toro Rosso STR9   | Renault 1.6 V6T       | P      |

Anmerkungen
1. 1 2  Der Caterham mit der Nummer 46 wurde im ersten freien Training für Frijns eingesetzt. Kobayashi übernahm das Fahrzeug anschließend für das restliche Rennwochenende mit seiner Startnummer 10.
2. 1 2  Der Williams mit der Nummer 40 wurde im ersten freien Training für Nasr eingesetzt. Bottas übernahm das Fahrzeug anschließend für das restliche Rennwochenende mit seiner Startnummer 77.
3. 1 2  Der Sauber mit der Nummer 36 wurde im ersten freien Training für van der Garde eingesetzt. Gutiérrez übernahm das Fahrzeug anschließend für das restliche Rennwochenende mit seiner Startnummer 21.

## Klassifikationen

### Qualifying
| Pos.                                                                      | Fahrer            | Konstrukteur         | Q1       | Q2       | Q3       | Start |
| ------------------------------------------------------------------------- | ----------------- | -------------------- | -------- | -------- | -------- | ----- |
| 01                                                                        | Nico Rosberg      | Mercedes             | 1:35,439 | 1:33,708 | 1:33,185 | 01    |
| 02                                                                        | Lewis Hamilton    | Mercedes             | 1:35,323 | 1:33,872 | 1:33,464 | 02    |
| 03                                                                        | Daniel Ricciardo  | Red Bull-Renault     | 1:36,220 | 1:34,592 | 1:34,051 | 13    |
| 04                                                                        | Valtteri Bottas   | Williams-Mercedes    | 1:34,934 | 1:34,842 | 1:34,247 | 03    |
| 05                                                                        | Sergio Pérez      | Force India-Mercedes | 1:34,998 | 1:34,747 | 1:34,346 | 04    |
| 06                                                                        | Kimi Räikkönen    | Ferrari              | 1:35,234 | 1:34,925 | 1:34,368 | 05    |
| 07                                                                        | Jenson Button     | McLaren-Mercedes     | 1:35,699 | 1:34,714 | 1:34,387 | 06    |
| 08                                                                        | Felipe Massa      | Williams-Mercedes    | 1:35,085 | 1:34,842 | 1:34,511 | 07    |
| 09                                                                        | Kevin Magnussen   | McLaren-Mercedes     | 1:35,288 | 1:34,904 | 1:34,712 | 08    |
| 10                                                                        | Fernando Alonso   | Ferrari              | 1:35,251 | 1:34,723 | 1:34,992 | 09    |
| 11                                                                        | Sebastian Vettel  | Red Bull-Renault     | 1:35,549 | 1:34,985 | –        | 10    |
| 12                                                                        | Nico Hülkenberg   | Force India-Mercedes | 1:34,874 | 1:35,116 | –        | 11    |
| 13                                                                        | Daniil Kwjat      | Toro Rosso-Renault   | 1:35,395 | 1:35,145 | –        | 12    |
| 14                                                                        | Jean-Éric Vergne  | Toro Rosso-Renault   | 1:35,815 | 1:35,286 | –        | 14    |
| 15                                                                        | Esteban Gutiérrez | Sauber-Ferrari       | 1:36,567 | 1:35,891 | –        | 15    |
| 16                                                                        | Romain Grosjean   | Lotus-Renault        | 1:36,654 | 1:35,908 | –        | 16    |
| 17                                                                        | Pastor Maldonado  | Lotus-Renault        | 1:36,663 | –        | –        | 17    |
| 18                                                                        | Adrian Sutil      | Sauber-Ferrari       | 1:36,840 | –        | –        | 22    |
| 19                                                                        | Kamui Kobayashi   | Caterham-Renault     | 1:37,085 | –        | –        | 18    |
| 20                                                                        | Jules Bianchi     | Marussia-Ferrari     | 1:37,310 | –        | –        | 19    |
| 21                                                                        | Marcus Ericsson   | Caterham-Renault     | 1:37,875 | –        | –        | 20    |
| 22                                                                        | Max Chilton       | Marussia-Ferrari     | 1:37,913 | –        | –        | 21    |
| 107-Prozent-Zeit: 1:41,515 min (bezogen auf Q1-Bestzeit von 1:34,874 min) |                   |                      |          |          |          |       |

Anmerkungen
1. ↑  Ricciardo wurde wegen einer unsicheren Freigabe beim Boxenstopp im letzten Rennen um zehn Positionen nach hinten versetzt.
2. ↑  Sutil wurde wegen des Blockierens von Grosjean im Qualifying um fünf Positionen nach hinten versetzt.

### Rennen
| Pos. | Fahrer            | Konstrukteur         | Runden | Stopps | Zeit        | Start | Schnellste Runde |
| ---- | ----------------- | -------------------- | ------ | ------ | ----------- | ----- | ---------------- |
| 01   | Lewis Hamilton    | Mercedes             | 57     | 2      | 1:39:42,743 | 02    | 1:37,108 (49.)   |
| 02   | Nico Rosberg      | Mercedes             | 57     | 2      | + 1,085     | 01    | 1:37,020 (49.)   |
| 03   | Sergio Pérez      | Force India-Mercedes | 57     | 2      | + 24,067    | 04    | 1:39,320 (36.)   |
| 04   | Daniel Ricciardo  | Red Bull-Renault     | 57     | 2      | + 24,489    | 13    | 1:39,269 (38.)   |
| 05   | Nico Hülkenberg   | Force India-Mercedes | 57     | 2      | + 28,654    | 11    | 1:38,785 (37.)   |
| 06   | Sebastian Vettel  | Red Bull-Renault     | 57     | 2      | + 29,879    | 10    | 1:39,312 (18.)   |
| 07   | Felipe Massa      | Williams-Mercedes    | 57     | 3      | + 31,265    | 07    | 1:39,272 (40.)   |
| 08   | Valtteri Bottas   | Williams-Mercedes    | 57     | 3      | + 31,876    | 03    | 1:39,762 (50.)   |
| 09   | Fernando Alonso   | Ferrari              | 57     | 3      | + 32,595    | 09    | 1:39,732 (53.)   |
| 10   | Kimi Räikkönen    | Ferrari              | 57     | 3      | + 33,462    | 05    | 1:39,438 (35.)   |
| 11   | Daniil Kwjat      | Toro Rosso-Renault   | 57     | 3      | + 41,342    | 12    | 1:40,160 (12.)   |
| 12   | Romain Grosjean   | Lotus-Renault        | 57     | 3      | + 43,143    | 16    | 1:39,443 (39.)   |
| 13   | Max Chilton       | Marussia-Ferrari     | 57     | 3      | + 59,909    | 21    | 1:41,825 (48.)   |
| 14   | Pastor Maldonado  | Lotus-Renault        | 57     | 4      | + 1:02,803  | 17    | 1:39,666 (52.)   |
| 15   | Kamui Kobayashi   | Caterham-Renault     | 57     | 2      | + 1:27,900  | 18    | 1:41,246 (17.)   |
| 16   | Jules Bianchi     | Marussia-Ferrari     | 56     | 5      | + 1 Runde   | 19    | 1:42,175 (44.)   |
| 17   | Jenson Button     | McLaren-Mercedes     | 55     | 2      | DNF         | 06    | 1:39,565 (37.)   |
| –    | Kevin Magnussen   | McLaren-Mercedes     | 40     | 3      | DNF         | 08    | 1:40,108 (40.)   |
| –    | Esteban Gutiérrez | Sauber-Ferrari       | 39     | 2      | DNF         | 15    | 1:40,698 (32.)   |
| –    | Marcus Ericsson   | Caterham-Renault     | 33     | 2      | DNF         | 20    | 1:41,134 (28.)   |
| –    | Jean-Éric Vergne  | Toro Rosso-Renault   | 18     | 2      | DNF         | 14    | 1:41,650 (16.)   |
| –    | Adrian Sutil      | Sauber-Ferrari       | 17     | 2      | DNF         | 22    | 1:41,791 (09.)   |

## WM-Stände nach dem Rennen
Die ersten zehn des Rennens bekamen 25, 18, 15, 12, 10, 8, 6, 4, 2 bzw. 1 Punkt(e).

### Fahrerwertung
| Pos. | Fahrer           | Konstrukteur         | Punkte |
| ---- | ---------------- | -------------------- | ------ |
| 01   | Nico Rosberg     | Mercedes             | 61     |
| 02   | Lewis Hamilton   | Mercedes             | 50     |
| 03   | Nico Hülkenberg  | Force India-Mercedes | 28     |
| 04   | Fernando Alonso  | Ferrari              | 26     |
| 05   | Jenson Button    | McLaren-Mercedes     | 23     |
| 06   | Sebastian Vettel | Red Bull-Renault     | 23     |
| 07   | Kevin Magnussen  | McLaren-Mercedes     | 20     |
| 08   | Valtteri Bottas  | Williams-Mercedes    | 18     |
| 09   | Sergio Pérez     | Force India-Mercedes | 16     |
| 10   | Daniel Ricciardo | Red Bull-Renault     | 12     |
| 11   | Felipe Massa     | Williams-Mercedes    | 12     |

| Pos. | Fahrer            | Konstrukteur       | Punkte |
| ---- | ----------------- | ------------------ | ------ |
| 12   | Kimi Räikkönen    | Ferrari            | 7      |
| 13   | Jean-Éric Vergne  | Toro Rosso-Renault | 4      |
| 14   | Daniil Kwjat      | Toro Rosso-Renault | 3      |
| 15   | Romain Grosjean   | Lotus-Renault      | 0      |
| 16   | Adrian Sutil      | Sauber-Ferrari     | 0      |
| 17   | Esteban Gutiérrez | Sauber-Ferrari     | 0      |
| 18   | Max Chilton       | Marussia-Ferrari   | 0      |
| 19   | Kamui Kobayashi   | Caterham-Renault   | 0      |
| 20   | Marcus Ericsson   | Caterham-Renault   | 0      |
| 21   | Pastor Maldonado  | Lotus-Renault      | 0      |
| 22   | Jules Bianchi     | Marussia-Ferrari   | 0      |

### Konstrukteurswertung
| Pos. | Konstrukteur         | Punkte |
| ---- | -------------------- | ------ |
| 01   | Mercedes             | 111    |
| 02   | Force India-Mercedes | 44     |
| 03   | McLaren-Mercedes     | 43     |
| 04   | Red Bull-Renault     | 35     |
| 05   | Ferrari              | 33     |
| 06   | Williams-Mercedes    | 30     |

| Pos. | Konstrukteur       | Punkte |
| ---- | ------------------ | ------ |
| 07   | Toro Rosso-Renault | 7      |
| 08   | Lotus-Renault      | 0      |
| 09   | Sauber-Ferrari     | 0      |
| 10   | Marussia-Ferrari   | 0      |
| 11   | Caterham-Renault   | 0      |